# Antonio Hernando
Pour les articles homonymes, voir Hernando.
Antonio Hernando Vera (/ãnˈtonjo ɛɾˈnãndo ˈβɛɾa/), né le 4 novembre 1967 à Madrid, est un homme politique espagnol membre du Parti socialiste ouvrier espagnol (PSOE). Il est secrétaire d'État aux Télécommunications et aux Infrastructures numériques depuis le 25 septembre 2024.
Il est élu député de Madrid au Congrès en 2004. Il occupe, de 2014 à 2017, les fonctions de porte-parole du groupe socialiste. Il se retire de la vie politique en 2019.
En 2021, le président du gouvernement Pedro Sánchez le rappelle à ses côtés comme directeur adjoint du cabinet de la présidence du gouvernement. Il retourne brièvement au Congrès à la suite des élections de 2023. Il devient secrétaire d'État aux Télécommunications en 2024.

## Biographie

### Formation et parcours professionnel
Après l'obtention de sa licence de droit à l'université complutense de Madrid, il devient avocat en 1989. En 1992, il est recruté par l'Union générale des travailleurs (UGT), où il travaille deux ans, avant de s'engager dans diverses associations touchant aux questions de l'immigration.

### Débuts en politique
Il obtient un poste de conseiller au département des Politiques sociales et des Migrations du Parti socialiste, dirigé par la secrétaire Consuelo Rumí en 2001. À peine un an plus tard, il rejoint l'équipe des conseillers de José Blanco, secrétaire à l'Organisation et à l'Action électorale.

### Député de Madrid
Pour les élections législatives du 14 mars 2004, il est investi en dix-septième position sur la liste socialiste dans la Communauté de Madrid.
Bien que le PSOE se contente de seize sièges, il entre au Congrès des députés dès le 27 avril, après que Joaquín Almunia a été nommé commissaire européen. Pour ce premier mandat, il est d'abord porte-parole socialiste à la commission du Travail et des Affaires sociales, membre de la commission de l'Intérieur, de la commission de la Justice et de la commission d'enquête parlementaire sur les attentats du 11 mars 2004 à Madrid ; il abandonne en mai 2006 ses fonctions à la commission du Travail, pour prendre les mêmes au sein de la commission de l'Intérieur.
Candidat à un nouveau mandat lors des élections législatives du 9 mars 2008, il est remonté à la quatorzième place de la liste socialiste à Madrid. Il est maintenu dans ses responsabilités de porte-parole à la commission de l'Intérieur, tout en étant membre de la députation permanente, de la commission des Administrations publiques – qui prend le nom de commission de la Politique territoriale en octobre 2009 – et de la commission du Règlement ; il passe également quelques semaines à la commission de la Justice et à la commission des Budgets.
Pour les élections législatives anticipées du 20 novembre 2011, il est investi sixième sur la liste madrilène, ce qui assure son élection dans un contexte difficile pour les socialistes. Ainsi réélu, il est à nouveau porte-parole à la commission de l'Intérieur, ainsi que membre de la commission de la Sécurité routière et des Déplacements durables et de la députation permanente ; toutefois, dès le 22 février 2012, il quitte ces deux premières fonctions afin de devenir deuxième vice-président de la commission de l'Intérieur. Moins de trois semaines plus tôt, lors du XXXVIIIe congrès fédéral du PSOE à Séville, le nouveau secrétaire général Alfredo Pérez Rubalcaba l'avait nommé secrétaire aux Relations institutionnelles, politiques et régionales.

### Porte-parole parlementaire du PSOE
À l'occasion d'un congrès extraordinaire en juillet 2014, les militants socialistes élisent Pedro Sánchez au poste de secrétaire général. Ce dernier entend alors nommer Antonio Hernando – avec qui il a travaillé auprès de José Blanco – au poste de porte-parole du groupe parlementaire, en remplacement de Soraya Rodríguez. Son entrée en fonction a lieu lors de la reprise de la session parlementaire, le 9 septembre suivant.
À la suite de la démission de Sánchez en octobre 2016, il est maintenu dans ses fonctions par la direction provisoire présidée par Javier Fernández. Il annonce sa démission avec effet immédiat le 21 mai 2017, peu après la victoire de Sánchez aux primaires visant à désigner le nouveau secrétaire général du PSOE. Au cours de la campagne interne, ce dernier avait assuré qu'il ne maintiendrait pas Hernando au poste de porte-parole. Le 26 mai après la première réunion entre les deux hommes depuis octobre 2016, Sánchez lui demande de rester dans la direction du groupe socialiste jusqu'à la tenue du 39e congrès de manière à faciliter la transmission des informations avec le nouveau porte-parole provisoire José Luis Ábalos.

### Retrait puis retour sur la scène politique
Antonio Hernando ne se représente pas à l'occasion des élections générales d'avril 2019 et se met en retrait de la politique. Il participe six mois plus tard à la création du cabinet d'expertise-conseil en relations avec le secteur public Acento, dont il est directeur général sous l'autorité de l'associé fondateur José Blanco et la présidence d'Alfonso Alonso, Elena Valenciano étant conseillère principale,.
Le 18 octobre 2021, Pedro Sánchez annonce — au lendemain de la clôture du 40e congrès du PSOE qui a mis en scène l'unité retrouvée du parti — qu'il a l'intention de nommer Antonio Hernando directeur adjoint du cabinet de la présidence du gouvernement, sous l'autorité du directeur Óscar López, le qualifiant de « grand politique » et soulignant la nécessité « d'avoir les meilleurs » auprès de soi. Il remplace ainsi Llanos Castellanos, en fonction depuis trois mois mais appelée la veille par Pedro Sánchez pour intégrer la commission exécutive fédérale du PSOE en qualité de secrétaire aux Relations institutionnelles, un poste auquel elle compte dédier l'intégralité de son temps. Il est nommé dès le lendemain, au cours de la réunion hebdomadaire du conseil des ministres.
Il est élu, le 29 janvier 2022, président de la commission exécutive de la section du PSOE à Roquetas de Mar, dans la province d'Almería, en Andalousie, où sa femme, Anabel Mateos, est élue municipale depuis une dizaine d'années. Au début du mois de juin 2023, il est choisi comme tête de liste socialiste dans la circonscription d'Almería pour les élections générales anticipées du 23 juillet. Élu au Congrès, il démissionne le 22 novembre suivant afin de retrouver ses fonctions de directeur adjoint du cabinet de la présidence du gouvernement.
Le journal ElDiario.es indique le 23 septembre 2024 suivant qu'Óscar López, désormais ministre de la Transformation numérique et de la Fonction publique, a l'intention de remanier l'équipe des hauts responsables de son ministère en nommant notamment Antonio Hernando au poste de secrétaire d'État aux Télécommunications et aux Infrastructures numériques. Cette nomination est ratifiée dès le lendemain, à l'occasion de la réunion hebdomadaire du Conseil des ministres.